# Regioni della Namibia

Regioni della Namibia

Le regioni della Namibia sono la suddivisione territoriale di primo livello del Paese e sono pari a 14.

## Lista
| Localizzazione | Regione                        | Capoluogo     | Popolazione (2011) | Superficie (km²) |
| -------------- | ------------------------------ | ------------- | ------------------ | ---------------- |
|                | Erongo                         | Swakopmund    | 150 809            | 63 579           |
|                | Hardap                         | Mariental     | 79 507             | 109 651          |
|                | Kavango Occidentale            | Nkurenkuru    | 86 529             |                  |
|                | Kavango Orientale              | Rundu         | 136 823            |                  |
|                | Khomas                         | Windhoek      | 342 141            | 37 007           |
|                | Kunene                         | Opuwo         | 86 856             | 115 293          |
|                | Ohangwena                      | Eenhana       | 245 446            | 10 703           |
|                | Omaheke                        | Gobabis       | 71 233             | 84 612           |
|                | Omusati                        | Uutapi        | 243 166            | 26 573           |
|                | Oshana                         | Oshakati      | 176 674            | 8 653            |
|                | Oshikoto                       | Tsumeb        | 181 973            | 38 653           |
|                | Otjozondjupa                   | Otjiwarongo   | 143 903            | 105 185          |
|                | Zambesi già regione di Caprivi | Katima Mulilo | 90 596             | 14 528           |
|                | ǁKaras                         | Keetmanshoop  | 77 421             | 161 215          |

## Evoluzione storica
Nel 2013 la regione di Kavango (fino al 1998: regione di Okavango) è stata soppressa e, contestualmente, sono state istituite le regioni del Kavango Orientale e del Kavango Occidentale. Inoltre, la regione di Caprivi ha assunto la denominazione di regione dello Zambesi.